# Stabilità interna

Una palla nel fondo di una valle è in una posizione di equilibrio stabile, mentre una in cima ad una collina è in posizione di equilibrio instabile.

In matematica, la stabilità interna o stabilità di Ljapunov di un sistema dinamico è un modo per caratterizzare la stabilità delle traiettorie compiute dal sistema nello spazio delle fasi in seguito ad una sua perturbazione in prossimità di un punto di equilibrio. Un punto di equilibrio è detto stabile (secondo Ljapunov) se ogni orbita del sistema che parte sufficientemente vicina al punto di equilibrio rimane nelle vicinanze del punto di equilibrio, ed è detto asintoticamente stabile se l'orbita converge al punto al crescere infinito del tempo.

## Descrizione
L'analisi della stabilità interna di un sistema dinamico è di grande importanza nello studio dei fenomeni naturali, in cui ad una condizione di equilibrio stabile corrisponde un minimo dell'energia posseduta dal sistema, come conseguenza del fatto che esso tende spontaneamente a minimizzarla. Il teorema di Lagrange-Dirichlet, che considera sistemi olonomi soggetti a forze conservative e con vincoli perfetti (bilaterali) indipendenti dal tempo, stabilisce in particolare che l'energia potenziale ha un minimo relativo proprio quando il sistema assume una configurazione di equilibrio meccanico stabile (secondo Ljapunov).

## Punti di equilibrio

Stabilità in un sistema dinamico in prossimità del punto di equilibrio : le soluzioni che partono dentro rimangono in per tutta l'evoluzione del sistema.

Instabilità in un sistema dinamico.

Si consideri un sistema dinamico:
{\displaystyle {\dot {\mathbf {x} }}=\mathbf {f} (\mathbf {x} )\qquad \mathbf {x} \in \mathbb {R} ^{n}}
dove {\displaystyle \mathbf {f} :{\mathcal {D}}\subset \mathbb {R} ^{n}\rightarrow \mathbb {R} ^{n}} è una funzione lipschitziana in {\displaystyle \mathbf {x} } e continua in {\displaystyle t}.
Sia {\displaystyle \mathbf {x} _{0}} un punto di equilibrio, cioè {\displaystyle \mathbf {f} (\mathbf {x} _{0})=\mathbf {0} }. Allora:
- Il punto di equilibrio {\displaystyle \mathbf {x} _{0}} è detto stabile (secondo Ljapunov) se per ogni intorno {\displaystyle U} del punto {\displaystyle \mathbf {x} _{0}} esiste un intorno {\displaystyle V\subset U} tale che le orbite che partono da punti interni a {\displaystyle V} rimangono dentro {\displaystyle U} per tutti i tempi {\displaystyle t>0}.

Esplicitamente, per ogni {\displaystyle \epsilon >0} esiste {\displaystyle \delta =\delta (\epsilon )>0} tale che, se {\displaystyle \|\mathbf {x} (0)-\mathbf {x} _{0}\|<\delta }, allora per ogni {\displaystyle t\geq 0} si ha {\displaystyle \|\mathbf {x} (t)-\mathbf {x} _{0}\|<\epsilon }.
- Il punto di equilibrio {\displaystyle \mathbf {x} _{0}} è detto attrattivo se esiste un intorno {\displaystyle U} di {\displaystyle \mathbf {x} _{0}} tale che per ogni orbita {\displaystyle \mathbf {x} (t)} che parta da un punto interno ad {\displaystyle U} si ha:

{\displaystyle \lim _{t\to +\infty }\mathbf {x} (t)=\mathbf {x} _{0}}
Il più grande intorno {\displaystyle U} per cui ciò avviene è chiamato bacino di attrazione del punto {\displaystyle \mathbf {x} _{0}}.
- Il punto di equilibrio {\displaystyle \mathbf {x} _{0}} è detto asintoticamente stabile se è stabile e attrattivo. Ovvero, esiste {\displaystyle \delta >0} tale che se {\displaystyle \|\mathbf {x} (0)-\mathbf {x} _{0}\|<\delta } allora {\displaystyle \lim _{t\rightarrow \infty }\|\mathbf {x} (t)-\mathbf {x} _{0}\|=0}.
- Un punto di equilibrio {\displaystyle \mathbf {x} _{0}} è detto esponenzialmente stabile se è asintoticamente stabile ed esistono {\displaystyle \alpha ,\beta ,\delta >0} tali per cui, se {\displaystyle \|\mathbf {x} (0)-\mathbf {x} _{0}\|<\delta }, si ha:

{\displaystyle \|\mathbf {x} (t)-\mathbf {x} _{0}\|\leq \alpha \|\mathbf {x} (0)-\mathbf {x} _{0}\|e^{-\beta t}\qquad t\geq 0}
- Un punto di equilibrio si dice instabile se non è stabile, ovvero se esiste un intorno {\displaystyle U} di {\displaystyle \mathbf {x} _{0}} tale che, comunque si scelga un intorno {\displaystyle V} di {\displaystyle \mathbf {x} _{0}} contenuto in {\displaystyle U}, si può sempre trovare una posizione iniziale {\displaystyle \mathbf {x} \in V} la cui orbita si allontana da {\displaystyle \mathbf {x} _{0}} abbastanza da uscire da {\displaystyle U}.

Da un punto di vista geometrico, l'insieme (invariante) dei punti che si avvicinano a {\displaystyle \mathbf {x} _{0}} (la cui orbita converge a {\displaystyle \mathbf {x} _{0}} per {\displaystyle t\to \infty }) è detto varietà stabile, mentre per "varietà instabile" ci si riferisce all'insieme di quelli che si allontanano.

### Attrattività e stabilità

Sistema dinamico con punto di equilibrio attrattivo e instabile

Un punto di equilibrio stabile in generale non è attrattivo, e un punto di equilibrio attrattivo non è necessariamente stabile. La proprietà di stabilità è una proprietà locale, potendo essere osservata considerando intorni arbitrariamente piccoli del punto di equilibrio, mentre la proprietà di attrattività non lo è: anche se il bacino di attrazione è molto piccolo, o contiene intorni arbitrariamente piccoli, per verificare se un punto vi appartiene occorre seguire tutta la sua traiettoria che potrebbe allontanarsi arbitrariamente da {\displaystyle x_{0}}.
Un esempio di sistema dinamico con un punto di equilibrio che è attrattivo ma non stabile è quello definito sulla circonferenza da:
{\displaystyle {\dot {\theta }}=1-\cos(\theta )}
Qui {\displaystyle \theta =0} è un punto di equilibrio e le soluzioni che partono da qualsiasi altro punto della circonferenza vi convergono "dal basso" girando in senso orario. Il punto è attrattivo ed il suo bacino di attrazione è l'intera circonferenza, ma il punto ha un equilibrio instabile dal momento che tutte le soluzioni che partono da punti "sopra" di esso (arbitrariamente vicini) si allontanano uscendo da qualsiasi intorno prefissato.

## Criteri di Ljapunov
I criteri di Ljapunov forniscono condizioni sufficienti per la stabilità in prossimità di un punto di equilibrio, e sono estesi da un vasto numero di risultati. Il primo criterio riconduce l'analisi del sistema a quella della sua approssimazione lineare in un intorno del punto di equilibrio, il secondo utilizza una particolare funzione scalare, la funzione di Ljapunov, per "confinare" le soluzioni in una regione dello spazio delle fasi. Nello studio dei sistemi meccanici, a tale funzione si fa solitamente corrispondere l'energia potenziale del sistema.

### Primo criterio di Ljapunov
Dato il sistema dinamico:
{\displaystyle {\dot {\mathbf {x} }}=\mathbf {f} (\mathbf {x} )}
con {\displaystyle \mathbf {x} _{0}} un punto di equilibrio, ovvero:
{\displaystyle \mathbf {f} (\mathbf {x} _{0})=\mathbf {0} }
la linearizzazione del sistema in un intorno di {\displaystyle \mathbf {x} _{0}} si ottiene considerando la traiettoria perturbata:
{\displaystyle \mathbf {x} (t)=\mathbf {x} _{0}+\delta \mathbf {x} (t)}
e inserendola nell'equazione:
{\displaystyle {\dot {\mathbf {x} }}=\delta {\dot {\mathbf {x} }}=f(\mathbf {x} _{0}+\delta \mathbf {x} (t))=f(\mathbf {x} _{0})+{\frac {\partial \mathbf {f} }{\partial \mathbf {x} ^{T}}}|_{\mathbf {x} =\mathbf {x} _{0}}\delta \mathbf {x} +O(\|\delta \mathbf {x} \|^{2})}
dove trascurando i termini di ordine superiore al primo si ha:
{\displaystyle \delta {\dot {\mathbf {x} }}=A\delta \mathbf {x} \qquad A={\frac {\partial \mathbf {f} }{\partial \mathbf {x} ^{T}}}|_{\mathbf {x} =\mathbf {x} _{0}}}
Il criterio di Ljapunov stabilisce che:
- se il punto di equilibrio {\displaystyle \delta \mathbf {x} =\mathbf {0} } del sistema linearizzato {\displaystyle \delta {\dot {\mathbf {x} }}=A\delta \mathbf {x} } è asintoticamente stabile allora {\displaystyle \mathbf {x} _{0}} è un punto di equilibrio asintoticamente stabile del sistema non linearizzato
- se {\displaystyle \delta \mathbf {x} =\mathbf {0} } è instabile allora {\displaystyle \mathbf {x} _{0}} è un punto di equilibrio instabile del sistema non linearizzato
- se {\displaystyle \delta \mathbf {x} =\mathbf {0} } è stabile non si può dire nulla del sistema non linearizzato.

### Secondo criterio di Ljapunov
Sia {\displaystyle a(t,\mathbf {x} ):\mathbb {R} \times B\to \mathbb {R} } una funzione continua tale che {\displaystyle a(t,\mathbf {0} )=\mathbf {0} } per ogni {\displaystyle t\in \mathbb {R} }, con {\displaystyle B\subset \mathbb {R} ^{n}} un intorno di {\displaystyle \mathbf {0} }. Si dice che {\displaystyle a(t,\mathbf {x} )} è definita positiva in {\displaystyle B} se esiste una funzione continua {\displaystyle b(\mathbf {x} ):B\to \mathbb {R} } definita positiva (cioè {\displaystyle b(\mathbf {x} )>0} per ogni {\displaystyle \mathbf {x} \in B\setminus \{\mathbf {0} \}}) tale che {\displaystyle b(\mathbf {0} )=\mathbf {0} } e:
{\displaystyle a(t,\mathbf {x} )>b(\mathbf {x} )\qquad \forall \mathbf {x} \in B}
La definizione per una funzione delle variabili {\displaystyle (t,\mathbf {x} )} definita negativa si ottiene analogamente, rimpiazzando {\displaystyle >} con {\displaystyle <}.
Si dice che {\displaystyle a(t,\mathbf {x} )} è semidefinita positiva in {\displaystyle B} se esiste una funzione {\displaystyle b(\mathbf {x} ):B\to \mathbb {R} } semidefinita positiva (cioè {\displaystyle b(\mathbf {x} )\geq 0} per ogni {\displaystyle \mathbf {x} \in B}) tale che {\displaystyle b(\mathbf {0} )=\mathbf {0} } e:
{\displaystyle a(t,\mathbf {x} )\geq b(\mathbf {x} )\qquad \forall \mathbf {x} \in B}
Invertendo il verso della disuguaglianza si definisce analogamente una funzione semidefinita negativa.
Dato un intorno {\displaystyle D\subset \mathbb {R} ^{n}} del punto di equilibrio {\displaystyle \mathbf {x} _{0}} per il sistema:
{\displaystyle {\dot {\mathbf {x} }}=\mathbf {f} (t,\mathbf {x} )}
se esiste una funzione {\displaystyle V:\mathbb {R} \times D\to \mathbb {R} } di classe {\displaystyle C^{1}} definita positiva e con derivata orbitale:
{\displaystyle {\dot {V}}(t,\mathbf {x} )={\frac {\partial }{\partial t}}V(t,\mathbf {x} )+{\frac {\partial }{\partial \mathbf {x} _{1}}}V(t,\mathbf {x} )f_{1}(\mathbf {x} )+\dots +{\frac {\partial }{\partial \mathbf {x} _{n}}}V(t,\mathbf {x} )f_{n}(\mathbf {x} )}
semidefinita negativa, allora {\displaystyle \mathbf {x} _{0}} è stabile nel senso di Ljapunov.
Il punto di equilibrio {\displaystyle \mathbf {x} _{0}} è asintoticamente stabile nel senso di Ljapunov se esiste inoltre una funzione {\displaystyle W:D\to \mathbb {R} } definita positiva tale per cui:
{\displaystyle V(t,\mathbf {x} )<W(\mathbf {x} )\qquad \forall (t,\mathbf {x} )\in \mathbb {R} \times D}
La stabilità così definita è una condizione sufficiente ma non necessaria, cioè un punto di equilibrio può essere stabile anche se non esistono funzioni di Ljapunov definite in un suo intorno.

## Sistemi lineari
Nelle scienze applicate, specialmente in elettronica e nella teoria del controllo, è comune studiare la stabilità dei sistemi dinamici lineari. Spesso vengono studiati nel dominio di Laplace {\displaystyle s=\sigma +i\omega }, ovvero si analizza la loro risposta in frequenza, che per sistemi stazionari è data dalla funzione di trasferimento. Un sistema lineare di {\displaystyle n} stati {\displaystyle \mathbf {x} \in \mathbb {R} ^{n}}, {\displaystyle m} input {\displaystyle \mathbf {u} \in \mathbb {R} ^{m}} e {\displaystyle q} uscite {\displaystyle \mathbf {y} \in \mathbb {R} ^{q}} viene descritto da un'equazione del tipo:
{\displaystyle {\dot {\mathbf {x} }}(t)=A\mathbf {x} (t)+B\mathbf {u} (t)}
{\displaystyle \mathbf {y} (t)=C\mathbf {x} (t)+D\mathbf {u} (t)}
ed è detto stabile se tutti gli autovalori di {\displaystyle A} hanno parte reale negativa.
In particolare, è possibile mostrare che se l'ingresso è un'oscillazione del tipo {\displaystyle \mathbf {u} ={\bar {\mathbf {u} }}e^{st}}, con {\displaystyle {\bar {\mathbf {u} }}\in \mathbb {R} ^{n}} un vettore arbitrario, ed il sistema è stabile, allora per un tempo che tende ad infinito l'uscita è un'oscillazione della stessa frequenza della perturbazione in ingresso:
{\displaystyle \lim _{t\to \infty }\mathbf {y} (t)=[D+C(sI-A)^{-1}B]{\bar {\mathbf {u} }}e^{st}}
dove il guadagno {\displaystyle [D+C(sI-A)^{-1}B]}, con {\displaystyle I} la matrice identità, produce uno sfasamento ed un'amplificazione dell'input (senza variarne la frequenza).

## Esempio: l'oscillatore armonico
L'oscillatore armonico è un classico esempio utilizzato per chiarire i concetti di stabilità. Il sistema è costituito da una molla che da un lato è vincolata ad un piano e dall'altro è collegata ad una massa. Se si suppone che nel sistema non ci sia attrito, dopo aver compresso (o allungato) la molla, la massa inizierà ad oscillare per un tempo indefinito, senza mai fermarsi. Se si provano ad immaginare le traiettorie del sistema, queste oscilleranno intorno al punto di equilibrio: si tratta di un sistema stabile, e le traiettorie non si allontanano mai eccessivamente dal punto di equilibrio. Se si suppone che nel sistema sia presente attrito, le oscillazioni saranno smorzate e dopo un po' di tempo il sistema si arresterà nella posizione di riposo (di equilibrio). Dunque le traiettorie inizialmente oscilleranno in un intorno del punto di equilibrio, per poi arrestarsi nella posizione di equilibrio. Si tratta di un sistema asintoticamente stabile, le traiettorie non si allontanano mai eccessivamente e dopo un certo tempo convergono al punto di equilibrio, arrestandosi in esso.